# 鈴川紗由
鈴川 紗由（すずかわ さゆ、2005年12月27日 - ）は、日本の女優。ユニバーサルミュージックアーティスツ所属。身長152 cm。

## 来歴
和歌山県出身。
連続テレビ小説『スカーレット』とテレビドラマ『浦安鉄筋家族』に出演していた水野美紀が両作品で大きく異なる人物を演じていたことから俳優という仕事に興味を抱き、ユニバーサルミュージックアーティスツの「ニュー・ヒロインオーディション」に応募した。2500人の応募者の中から「特別賞」に選ばれ、2020年から所属した。
2023年には、『クールドジ男子』でテレビドラマに、また映画『女囚霊』で映画に、それぞれ初出演した。
2024年に山田尚子監督のアニメ映画『きみの色』で、1600人のオーディションにより主人公・トツ子役に選ばれる。

## 人物
芸能界入りしてから、目標を記した「夢ノート」を作成している。その中ではアニメ声優を「20代半ば」の実現目標としていたが、『きみの色』出演により18歳で達成し、合格を伝えられた時には「うれし涙が出ました」という。趣味は「声優とVtuberの推し活」と述べている。

## 出演
個別脚注のない作品の出典は事務所公式ウェブサイト。太字はメインキャラクター。

### テレビドラマ
- クールドジ男子 第1話（2023年4月15日、テレビ東京）
- 大河ドラマ どうする家康 第15回・第17回（2023年4月23日・5月7日、NHK）
- 墜落JKと廃人教師 第4話（2023年4月28日、毎日放送）
- 御上先生（2025年1月19日 - 3月23日、TBS） - 市原穂波 役[2][3]

### 映画
- 女囚霊（2023年9月22日） - タヅエ 役
- こころのふた〜雪ふるまちで〜（2024年6月14日） - 加藤なつみ 役
- 遺書、公開。（2025年1月31日） - 沢渡すずこ 役[4][5][6]

### アニメ映画
- きみの色（2024年8月30日） - 日暮トツ子 役

### CM
- 株式会社JTB JTBに相談だ!「自宅に居ながらリモート相談」篇（2025年5月17日公開）[7]